# Francis Drake
För andra betydelser, se Francis Drake (olika betydelser).
Francis Drake, född omkring 1540 i Tavistock, Devon, England, död 28 januari 1596 utanför Portobelo i nuvarande Panama, var en engelsk upptäcktsresande, sjömilitär och kapare.

## Biografi
Den 13 december 1577 gav han sig iväg på fartyget Pelican i sällskap av fyra andra fartyg med totalt 166 mans besättning och styrde kurs mot Sydamerika. I augusti 1578 passerade de Magellans sund men vindarna drev dem söderut mot Kap Horn. Fartygen skildes sedan åt, utom Drakes fartyg som nu döptes om till Golden Hind. Övriga fartyg återvände till England. Drake seglade nu norrut med Golden Hind längs Chiles och Perus kuster och kapade spanska fartyg under färden, och nådde till och med så långt norrut som södra Kalifornien. I juli 1579 navigerade han åt sydväst och rundade Sydafrikas spets i juni 1580. Slutligen återvände Drake till England och hamnen i Plymouth den 26 september 1580. Detta var den andra jorden-runt-resan i historien och den första som genomförts av en engelsman. Resan hade tagit 33 månader. Den spanske ambassadören krävde att Drake skulle bestraffas för sina plundringar, men istället lät drottningen adla honom den 4 april 1581 ombord på Golden Hinds fartygsdäck i Deptford, London. 
Samma år blev han vald till borgmästare i Plymouth och 1584–85 var han parlamentsledamot. Han ledde en räd mot den spanska staden Cadiz 1587 och försenade därmed den spanska armadan. 1588 stationerades han utanför Ushant för att störa den ankommande armadan, men drevs tillbaka mot den engelska kusten av ogynnsamma vindar. Under slaget i Engelska kanalen tjänstgjorde han som viceamiral ombord på Revenge.
Han gjorde sin sista resa 1595 till Västindien, och avled 28 januari 1596 av dysenteri utanför Portobelo i nuvarande Panama, och begravdes till havs där.